# دست (کمیک)

دست یا The Hand یک سازمان جنایتکار و فرقهٔ نینجا در کمیک‌های منتشر شده توسط مارول کامیکس است. این گروه برای اعمال جنایی، قتل، و نفوذ در جهان زیرزمینی و سیاست‌های جهانی شناخته شده و با تکنیک‌های نینجوتسو و قدرت‌های ماورایی عمل می‌کند. دست در کمیک‌ها با شخصیت‌هایی مانند دردویل، الکترا و ولورین درگیر شده‌است.

## تاریخچه
دست برای اولین بار در سال ۱۹۸۱ در کمیک‌های دردویل معرفی شد. بنیان‌گذار آن کاگنوبو یوشیوکا است که این گروه را برای پیگیری اهداف مرگبار، آموزش نینجوتسو و خدمت به نیروهای تاریک ایجاد کرد. دست به‌مرور شاخه‌های مختلفی در ژاپن، آمریکای جنوبی، اوراسیا و دیگر مناطق جهان ایجاد کرد و با فرقه‌های دیگر و گروه‌های جنایتکار همکاری داشته‌است.

## اعضای شناخته شده
- کراهلاک – معروف به «هیولای دست»، موجودی شیطانی که بسیاری از قدرت‌های ماورایی دست از جمله باززنده‌سازی را فراهم می‌کند.
- آبراهام کورنلیوس
- اکاتورا – [۳]
- اکوما – یک نینجا و عضو دست.[۴]
- آرتور پری – یک آدمکش سایبورگ دیوانه و مامور سابق شیلد.[۵]
- آزوما گودا – مدیر شاخهٔ ژاپنی دست.[۶]
- باکوتو – رئیس شاخهٔ آمریکای جنوبی دست. توسط تایگر سفید کشته شد.
- بتسی برادوک – عضو ایکس‌من که توسط دست شست‌وشوی مغزی شد و با کوانن تبادل بدن انجام داد.
- بلک تارانتولا
- بلینک
- برادران بازارد – بویید و بوفورد بازارد، دوتایی آدمخوار که با ولورین برخورد داشته‌اند. سپس توسط دست از زندان آزاد می‌شوند تا خدمت کنند.[۷]
- متیو مورداک
- الکترا
- اریزیس – کلون مجازی الکترا ایجاد شده توسط دست.[۸]
- گورگون – رهبر دست با ارتباط به هایدرا.
- ارتش ابرانسان دست – ابرانسانانی که توسط دست کشته و باززنده شده‌اند تا به عنوان آدمکش‌های ابرانسان خدمت کنند؛ مانند نورث‌استار و پویزِن.
- هاب‌گابلین – آدمکشی که دست راست کینگ‌پین است.
- آیرون مانک – استاد دست که نه دست مرسوم و نه تیغ قادر به آسیب رساندن به او نیست.[۹]
- جونزو موتو – رهبر سابق دست و یکی از خطرناک‌ترین رزمی‌کاران جهان مارول.
- کاگنوبو یوشیوکا – بنیان‌گذار دست.
- سامورایی نقره‌ای – دست می‌خواست او رهبر شود تا زیرزمینی‌های ژاپن را متحد کند. سامورایی نقره‌ای پیشنهاد را رد کرد و با انتقام‌جویان جدید علیه دست همکاری کرد.[۱۰]
- سامورایی سرخ – دست او را باززنده کرده تا به خدمت بگیرد.[۱۱]
- تایفوید مری
- وایپر
- ولورین
- یوتاکا – دایمیوی آفریقا.

## شاخه‌ها و گروه‌های فرعی

### شاخه ناخن (The Nail)
گروهی از زنان نینجا.
- بلک لوتوس
- چری بلوسوم – نینجای ۱۷ ساله که بعد از شکست بلک لوتوس با کلین وینگ شاخه را ترک می‌کند.
- کلین وینگ
- ماکرو – عضو شاخه ناخن با اندام‌های مسلح اضافی شبیه دکتر اختاپوس.
- یوکی – الگویش بر اساس یوکی-اونّا، با لباس و نقاب سفید و کیمونو آبی و سفید.

### قبیله اسنیک‌رود (Snakeroot Clan)
- شوجی سوما – استاد بزرگ قبیله.
- بیسنتو – عضو قبیله، توسط سنگ از چست کشته شد.
- بودو – هری کنکوی، ژنرال سابق تفنگداران دریایی آمریکا و عضو قبیله.

### مومنان حقیقی (True Believers)
- مادام کوا – استاد گروه و خواهر استاد زی.
- کارسانو – آدمکش کره‌ای و اولین کسی که نام مستعار «درفش اژدها» را استفاده کرد.
- استاد زی – مسئول باززنده‌سازی‌ها و برادر مادام کوا.
- یانو – آدمکشی وفادار به مومنان حقیقی.
- می‌کو یین – دخترعمو آنجلا یین و دومین فردی که نام مستعار «درفش اژدها» را گرفت.

## نسخه‌های دیگر

### Punisher Max
دست برای کمک به کینگ‌پین در برابر پانیشر تماس می‌گیرد، اما مستقیماً برای کشتن او اقدام نمی‌کند.

### Spider-Gwen
در زمین-۶۵، دست تحت رهبری نسخهٔ متیو مورداک کینگ‌پین فعالیت می‌کند.

## در دیگر رسانه‌ها

### تلویزیون
- در سریال دردویل شبکه مارول سینمایی حضور دارند.[۱۴]
- در آیرون فیست حضور دارند.[۱۵]
- در مدافعان با الکترا و نقشه استخراج استخوان‌های اژدها در منهتن دیده می‌شوند.

### فیلم
- در الکترا حضور دارند. با رهبر اصلی استاد رُشی.

### بازی‌ها
- نسخهٔ PSP بازی منشأ ایکس‌من: ولورین
- در مارول علیه کپ‌کام ۳ و Ultimate Marvel vs. Capcom 3 حضور دارند.
- در بازی‌های مارول هیروز و مارول اونجرز الاینس نیز حضور دارند.

## در فرهنگ عامه
- Foot Clan در لاک‌تینج نینجا ترتل‌ها اولیه، تقلیدی از دست بود.[۱۶]

## پیوندهای خارجی
- The Hand در Marvel.com
- The Hand در مارول ویکیا
- The Hand در Comic Vine